# Nogometni Klub Dinamo Zagreb 1981-1982
Questa voce raccoglie le informazioni riguardanti il Nogometni klub Dinamo Zagreb nelle competizioni ufficiali della stagione 1981-1982.

## Stagione
Presentatasi ai nastri di partenza con un innesto proveniente da un campionato estero (l'australiano Eddie Krnčević) e con la guida tecnica presieduta dall'ex commissario tecnico della nazionale svizzera Miroslav Blažević, la Dinamo Zagabria iniziò il campionato pareggiando le prime quattro gare ma, vincendo le successive tre poté inserirsi nella lotta al vertice. Dopo aver duellato nella seconda parte del girone di andata con il Partizan e la Stella Rossa, la vittoria nello scontro diretto interno alla seconda di ritorno lanciò definitivamente la Dinamo Zagabria, che di lì in poi accumulò un vantaggio tale da potersi assicurare il secondo titolo nazionale con due giornate di anticipo, nonostante due sconfitte consecutive nelle ultime tre gare. Al termine della stagione la Dinamo Zagabria disputò la finale della Kupa Maršala Tita, a cui aveva avuto accesso eliminando in sequenza Segesta, Sloga Doboj, Rad Belgrado e Sloboda Tuzla. Il doppio incontro con la Stella Rossa vide prevalere questi ultimi, grazie a un pareggio al Maksimir e una netta vittoria nella gara di ritorno giocata al Marakana

## Maglie e sponsor
Le divise sono prodotte dalla Puma.
| Manica sinistra · Maglietta · Manica destra · Pantaloncini · Calzettoni · Calzettoni |

## Rosa
| N. |                       | Ruolo | Calciatore         |
| -- | --------------------- | ----- | ------------------ |
|    | Jugoslavia (bandiera) | P     | Marijan Vlak       |
|    | Jugoslavia (bandiera) | P     | Zvonko Marić       |
|    | Jugoslavia (bandiera) | P     | Tomislav Ivković   |
|    | Jugoslavia (bandiera) | D     | Ismet Hadžić       |
|    | Jugoslavia (bandiera) | D     | Milivoj Bračun     |
|    | Jugoslavia (bandiera) | D     | Srećko Bogdan      |
|    | Jugoslavia (bandiera) | D     | Davor Braun        |
|    | Jugoslavia (bandiera) | D     | Zvjezdan Cvetković |
|    | Jugoslavia (bandiera) | D     | Branko Devčić      |
|    | Jugoslavia (bandiera) | D     | Čedomir Jovičević  |
|    | Jugoslavia (bandiera) | C     | Mladen Munjaković  |
|    | Jugoslavia (bandiera) | C     | Petar Bručić       |
|    | Jugoslavia (bandiera) | C     | Emil Dragičević    |
|    | Jugoslavia (bandiera) | C     | Drago Dumbović     |
|    | Jugoslavia (bandiera) | C     | Marin Kurtela      |

| N. |                       | Ruolo | Calciatore          |
| -- | --------------------- | ----- | ------------------- |
|    | Jugoslavia (bandiera) | C     | Velimir Zajec       |
|    | Jugoslavia (bandiera) | C     | Džemal Mustedanagić |
|    | Jugoslavia (bandiera) | C     | Zlatan Arnautović   |
|    | Jugoslavia (bandiera) | C     | Radimir Bobinac     |
|    | Jugoslavia (bandiera) | C     | Dragan Bošnjak      |
|    | Jugoslavia (bandiera) | A     | Milan Ćalasan       |
|    | Jugoslavia (bandiera) | A     | Snješko Cerin       |
|    | Jugoslavia (bandiera) | A     | Borislav Cvetković  |
|    | Jugoslavia (bandiera) | A     | Stjepan Deverić     |
|    | Jugoslavia (bandiera) | A     | Željko Hohnjec      |
|    | Jugoslavia (bandiera) | A     | Zlatko Kranjčar     |
|    | Australia (bandiera)  | A     | Eddie Krnčević      |
|    | Jugoslavia (bandiera) | A     | Marko Mlinarić      |
|    | Jugoslavia (bandiera) | A     | Zoran Panić         |

## Risultati

### Prva Liga

#### Girone di andata
| Zagabria 26 luglio 1981 1ª giornata | Dinamo Zagabria | 0 – 0 | OFK Belgrado |  |

| Belgrado 2 agosto 1981 2ª giornata | Stella Rossa | 0 – 0 | Dinamo Zagabria |  |

| Zagabria 9 agosto 1981 3ª giornata | Dinamo Zagabria | 0 – 0 | Hajduk Spalato |  |

| Tuzla 16 agosto 1981 4ª giornata | Sloboda Tuzla | 1 – 1 | Dinamo Zagabria |  |

| Tetovo 23 agosto 1981 5ª giornata | Dinamo Zagabria | 4 – 0 | Teteks |  |

| Sarajevo 30 agosto 1981 6ª giornata | Sarajevo | 2 – 3 | Dinamo Zagabria |  |

| Zagabria 13 settembre 1981 7ª giornata | Dinamo Zagabria | 7 – 0 | NK Zagabria |  |

| Novi Sad 20 settembre 1981 8ª giornata | Vojvodina | 3 – 1 | Dinamo Zagabria |  |

| Zagabria 23 settembre 1981 9ª giornata | Dinamo Zagabria | 1 – 0 | Partizan |  |

| Fiume 27 settembre 1981 10ª giornata | Rijeka | 2 – 2 | Dinamo Zagabria |  |

| Zagabria 4 ottobre 1981 11ª giornata | Dinamo Zagabria | 1 – 0 | Osijek |  |

| Lubiana 11 ottobre 1981 12ª giornata | Olimpia Lubiana | 2 – 2 | Dinamo Zagabria |  |

| Zagabria 11 ottobre 1981 13ª giornata | Dinamo Zagabria | 3 – 2 | Vardar |  |

| Sarajevo 11 ottobre 1981 14ª giornata | Željezničar | 3 – 1 | Dinamo Zagabria |  |

| Zagabria 31 ottobre 1981 15ª giornata | Dinamo Zagabria | 2 – 0 | Radnički Niš |  |

| Zagabria 3 novembre 1981 16ª giornata | Dinamo Zagabria | 4 – 2 | Velež Mostar |  |

| Titograd 15 novembre 1981 17ª giornata | Budućnost | 1 – 0 | Dinamo Zagabria |  |

#### Girone di ritorno
| Belgrado 14 febbraio 1982 18ª giornata | OFK Belgrado | 0 – 0 | Dinamo Zagabria |  |

| Zagabria 21 febbraio 1982 19ª giornata | Dinamo Zagabria | 3 – 0 | Stella Rossa |  |

| Spalato 28 febbraio 1982 20ª giornata | Hajduk Spalato | 1 – 2 | Dinamo Zagabria |  |

| Zagabria 7 marzo 1982 21ª giornata | Dinamo Zagabria | 4 – 0 | Sloboda Tuzla |  |

| Tetovo 10 marzo 1982 22ª giornata | Teteks | 1 – 4 | Dinamo Zagabria |  |

| Zagabria 14 marzo 1982 23ª giornata | Dinamo Zagabria | 3 – 2 | Sarajevo |  |

| Zagabria 21 marzo 1982 24ª giornata | NK Zagabria | 1 – 2 | Dinamo Zagabria |  |

| Zagabria 24 marzo 1982 25ª giornata | Dinamo Zagabria | 3 – 0 | Vojvodina |  |

| Belgrado 28 marzo 1982 26ª giornata | Partizan | 0 – 0 | Dinamo Zagabria |  |

| Zagabria 31 marzo 1982 27ª giornata | Dinamo Zagabria | 2 – 0 | Rijeka |  |

| Osijek 4 aprile 1982 28ª giornata | Osijek | 1 – 2 | Dinamo Zagabria |  |

| Zagabria 11 aprile 1982 29ª giornata | Dinamo Zagabria | 2 – 2 | Olimpia Lubiana |  |

| Skopje 14 aprile 1982 30ª giornata | Vardar | 0 – 3 | Dinamo Zagabria |  |

| Zagabria 18 aprile 1982 31ª giornata | Dinamo Zagabria | 2 – 0 | Željezničar |  |

| Niš 25 aprile 1982 32ª giornata | Radnički Niš | 3 – 0 | Dinamo Zagabria |  |

| Mostar 28 aprile 1982 33ª giornata | Velež Mostar | 1 – 0 | Dinamo Zagabria |  |

| Zagabria 2 maggio 1982 34ª giornata | Dinamo Zagabria | 1 – 0 | Budućnost |  |

### Kupa Maršala Tita
| Sisak 7 ottobre 1981 Primo turno | Segesta | 0 – 4 | Dinamo Zagabria |  |

| Sisak 7 novembre 1981 Secondo turno | Dinamo Zagabria | 2 – 0 | Sloga Doboj |  |

| Belgrado 18 novembre 1981 Quarti di finale | Rad Belgrado | 0 – 2 | Dinamo Zagabria |  |

| Zagabria 21 aprile 1982 Semifinali | Dinamo Zagabria | 2 – 0 | Sloboda Tuzla |  |

| Arbitro: | Edvard Šoštarič (Maribor) |

|                            |           |                                |
| Mustedanagić 49’ Cerin 59’ | Marcatori | 15’ Šestić 89’ (rig.) Petrović |

| Arbitro: | Damir Matovinović (Fiume) |

|                                      |           |                        |
| Savić 31’, 87’ Đorđić 66’ Šestić 73’ | Marcatori | 41’ Kranjčar 54’ Cerin |

## Statistiche

### Statistiche di squadra
| Competizione      | Punti | Totale | Totale | Totale | Totale | Totale | Totale | DR  |
| Competizione      | Punti | G      | V      | N      | P      | Gf     | Gs     | DR  |
| ----------------- | ----- | ------ | ------ | ------ | ------ | ------ | ------ | --- |
| Prva Liga         | 49    | 34     | 20     | 9      | 5      | 67     | 32     | +35 |
| Kupa Maršala Tita | -     | 6      | 4      | 1      | 1      | 14     | 6      | +8  |
| Totale            | -     | 40     | 24     | 10     | 6      | 81     | 36     | +45 |

### Andamento in campionato
| Giornata  | 1 | 2  | 3  | 4  | 5 | 6 | 7 | 8 | 9 | 10 | 11 | 12 | 13 | 14 | 15 | 16 | 17 | 18 | 19 | 20 | 21 | 22 | 23 | 24 | 25 | 26 | 27 | 28 | 29 | 30 | 31 | 32 | 33 | 34 |
| --------- | - | -- | -- | -- | - | - | - | - | - | -- | -- | -- | -- | -- | -- | -- | -- | -- | -- | -- | -- | -- | -- | -- | -- | -- | -- | -- | -- | -- | -- | -- | -- | -- |
| Luogo     | C | T  | C  | T  | C | T | C | T | C | T  | C  | T  | C  | T  | C  | C  | T  | T  | C  | T  | C  | T  | C  | T  | C  | T  | C  | T  | C  | T  | C  | T  | T  | A  |
| Risultato | N | N  | N  | N  | V | V | V | P | V | N  | V  | N  | V  | P  | V  | V  | P  | N  | V  | V  | V  | V  | V  | V  | V  | N  | V  | V  | N  | V  | V  | P  | P  | V  |
| Posizione | 7 | 10 | 10 | 11 | 4 | 2 | 1 | 2 | 1 | 1  | 1  | 2  | 1  | 1  | 1  | 1  | 2  | 2  | 1  | 1  | 1  | 1  | 1  | 1  | 1  | 1  | 1  | 1  | 1  | 1  | 1  | 1  | 1  | 1  |

Fonte:  Yugoslavia 1981/82, su rsssf.com, RSSSF.
Legenda:

Luogo: C = Casa; T = Trasferta. Risultato: V = Vittoria; N = Pareggio; P = Sconfitta.

### Statistiche dei giocatori
| Giocatore    | Prva Liga | Prva Liga | Kupa Maršala Tita | Kupa Maršala Tita | Totale   | Totale |
| Giocatore    | Presenze  | Reti      | Presenze          | Reti              | Presenze | Reti   |
| ------------ | --------- | --------- | ----------------- | ----------------- | -------- | ------ |
| Arnautović   | 9         | 4         | ?                 | 0                 | 9+       | 4      |
| Bobinać      | 2         | 0         | ?                 | 0                 | 2+       | 0      |
| Bogdan       | 0         | 0         | ?                 | 0                 | 0+       | 0      |
| Bošnjak      | 30        | 2         | ?                 | 0                 | 30+      | 2      |
| Bračun       | 26        | 0         | ?                 | 0                 | 26+      | 0      |
| Braun        | 2         | 0         | ?                 | 0                 | 2+       | 0      |
| Bručić       | 31        | 2         | ?                 | 0                 | 31+      | 2      |
| Ćalasan      | 4         | 0         | ?                 | 0                 | 4+       | 0      |
| Cerin        | 31        | 19        | ?                 | 3                 | 31+      | 22     |
| B. Cvetković | 9         | 1         | ?                 | 0                 | 9+       | 1      |
| Z. Cvetković | 26        | 3         | ?                 | 0                 | 26+      | 3      |
| Devčić       | 3         | 0         | ?                 | 0                 | 3+       | 0      |
| Deverić      | 25        | 11        | ?                 | 3                 | 25+      | 14     |
| Dragičević   | 15        | 1         | ?                 | 1                 | 15+      | 2      |
| Dumbović     | 6         | 0         | ?                 | 0                 | 6+       | 0      |
| Hadžić       | 16        | 0         | ?                 | 0                 | 16+      | 0      |
| Hohnjec      | 9         | 1         | ?                 | 0                 | 9+       | 1      |
| Ivković      | 0         | 0         | ?                 | -4                | 0+       | -4     |
| Jovičević    | 1         | 0         | ?                 | 0                 | 1+       | 0      |
| Kranjčar     | 17        | 12        | ?                 | 2                 | 17+      | 14     |
| Krnčević     | 1         | 0         | ?                 | 0                 | 1+       | 0      |
| Kurtela      | 6         | 0         | ?                 | 0                 | 6+       | 0      |
| Marić        | 3         | 0         | ?                 | 0                 | 3+       | 0      |
| Mlinarić     | 33        | 2         | ?                 | 1                 | 33+      | 3      |
| Munjaković   | 3         | 0         | ?                 | 0                 | 3+       | 0      |
| Mustedanagić | 29        | 0         | ?                 | 1                 | 29+      | 1      |
| Panić        | 23        | 8         | ?                 | 2                 | 23+      | 10     |
| Vlak         | 32        | 0         | ?                 | -2                | 32+      | -2     |
| Zajec        | 28        | 1         | ?                 | 0                 | 28+      | 1      |